# محمد صنديد
محمد صنديد هو حكم كرة قدم جزائري سابق ولد في وهران. كان حكمًا في الألعاب الأولمبية الصيفية لعام 1992، بالإضافة إلى تصفيات كأس العالم.